# Landon Ling
Landon Lloyd Ling (* 8. října 1987) je bývalý kanadsko-hongkongský fotbalový obránce, naposledy hrající za hongkongský klub Hong Kong Rangers.
Působil také jako hudební producent a zpěvák.